# Buda-Császárfürdő HÉV-állomás
Buda-Császárfürdő állomás (korábban Császárfürdő) a szentendrei HÉV-vonal állomása volt Budapest II. kerületében. 1896-ig, valamint a második világháború végétől 1955-ig – az újpesti vasúti híd átadása előtt, illetve a felrobbantásától a helyreállításáig – az esztergomi vasútvonal személyvonatainak budapesti végállomásaként is szolgált. Az állomás 1972-ben, a HÉV Batthyány térig történő hosszabbításakor szűnt meg. Az állomás üzemi és utasforgalmi helyiségei az Árpád fejedelem útja és a Komjádi Béla utca sarkán lévő lakóépület földszintjén voltak. 1952. december 26-án reggel 26 halálos áldozatot és 59 sérültet követelt két személyvonat ütközése az állomáson.